# Braschbach
Der Braschbach ist ein gut zwei Kilometer langer, linker und nordwestlicher Zufluss der Saar im saarländischen Landkreis Merzig-Wadern.

## Geographie

### Verlauf
Der Braschbach entspringt nordwestlich von Mettlach auf einer Höhe von etwa 280 m ü. NHN in einem Mischwald am südlichen Fuße des etwa  414 m hohen Leuker Kopfs.
Der Bach fließt zunächst in fast östlicher Richtung durch den Wald, biegt dann nach Südsüdosten ab und speist danach zwei kleine Teiche im Lauf. Sein Weg führt nun nach Ostnordosten am Nordrand von Mettlach entlang. Etwas westlich der L 176 wird er auf seiner linken Seite vom Keuchingerbach gespeist.
Der Braschbach verschwindet nun verrohrt in den Untergrund, durchzieht Mettlach unterirdisch und mündet schließlich aus seiner Dole auf einer Höhe von etwa 169 m ü. NHN in Mettlach etwas östlich der Von-Boch-Liebig-Brücke von links in die aus dem Westen heranziehende Saar.

### Zuflüsse
- Keuchingerbach (links), 1,1 km